# Fiyi en los Juegos Olímpicos
Fiyi en los Juegos Olímpicos está representado por la Asociación Deportiva y Comité Olímpico Nacional de Fiyi, creada en 1949 y reconocida por el Comité Olímpico Internacional en 1955.
Ha participado en dieciséis ediciones de los Juegos Olímpicos de Verano, su primera presencia tuvo lugar en Melbourne 1956. El país ha obtenido cuatro medallas en las ediciones de verano: dos de oro, una de plata y una de bronce.
En los Juegos Olímpicos de Invierno ha participado en tres ediciones, siendo Calgary 1988 su primera aparición en estos Juegos. El país no ha obtenido ninguna medalla en las ediciones de invierno.

## Medallero

### Por edición
| Evento              | Oro | Plata | Bronce | Total |
| ------------------- | --- | ----- | ------ | ----- |
| Melbourne 1956      | 0   | 0     | 0      | 0     |
| Roma 1960           | 0   | 0     | 0      | 0     |
| Tokio 1964          | –   | –     | –      | –     |
| México 1968         | 0   | 0     | 0      | 0     |
| Múnich 1972         | 0   | 0     | 0      | 0     |
| Montreal 1976       | 0   | 0     | 0      | 0     |
| Moscú 1980          | –   | –     | –      | –     |
| Los Ángeles 1984    | 0   | 0     | 0      | 0     |
| Seúl 1988           | 0   | 0     | 0      | 0     |
| Barcelona 1992      | 0   | 0     | 0      | 0     |
| Atlanta 1996        | 0   | 0     | 0      | 0     |
| Sídney 2000         | 0   | 0     | 0      | 0     |
| Atenas 2004         | 0   | 0     | 0      | 0     |
| Pekín 2008          | 0   | 0     | 0      | 0     |
| Londres 2012        | 0   | 0     | 0      | 0     |
| Río de Janeiro 2016 | 1   | 0     | 0      | 1     |
| Tokio 2020          | 1   | 0     | 1      | 2     |
| París 2024          | 0   | 1     | 0      | 1     |
| TOTAL               | 2   | 1     | 1      | 4     |

| Evento              | Oro | Plata | Bronce | Total |
| ------------------- | --- | ----- | ------ | ----- |
| Calgary 1988        | 0   | 0     | 0      | 0     |
| Albertville 1992    | –   | –     | –      | –     |
| Lillehammer 1994    | 0   | 0     | 0      | 0     |
| Nagano 1998         | –   | –     | –      | –     |
| Salt Lake City 2002 | 0   | 0     | 0      | 0     |
| 2006 – 2022         | –   | –     | –      | –     |
| TOTAL               | 0   | 0     | 0      | 0     |

### Por deporte
Deportes de verano
| Evento | Oro | Plata | Bronce | Total |
| ------ | --- | ----- | ------ | ----- |
| Rugby  | 2   | 1     | 1      | 4     |
| TOTAL  | 2   | 1     | 1      | 4     |